# Oscar K. Allen
Pour les articles homonymes, voir Allen.
Oscar K. Allen, né le 8 août 1882 et mort le 28 janvier 1936, est une personnalité politique américaine. Il a été gouverneur de la Louisiane du 10 mai 1932 au 28 janvier 1936, sous l'étiquette Démocrate.